# Мост на Дрине
«Мост на Дрине» (сербохорв. Na Drini ćuprija / На Дрини ћуприја) — роман югославского писателя Иво Андрича. Был написан, когда автор жил в Белграде, во время Второй мировой Войны, и впервые опубликован в 1945 году. В 1961 году за создание романа автор был удостоен Нобелевской премии в области литературы.

## Содержание романа

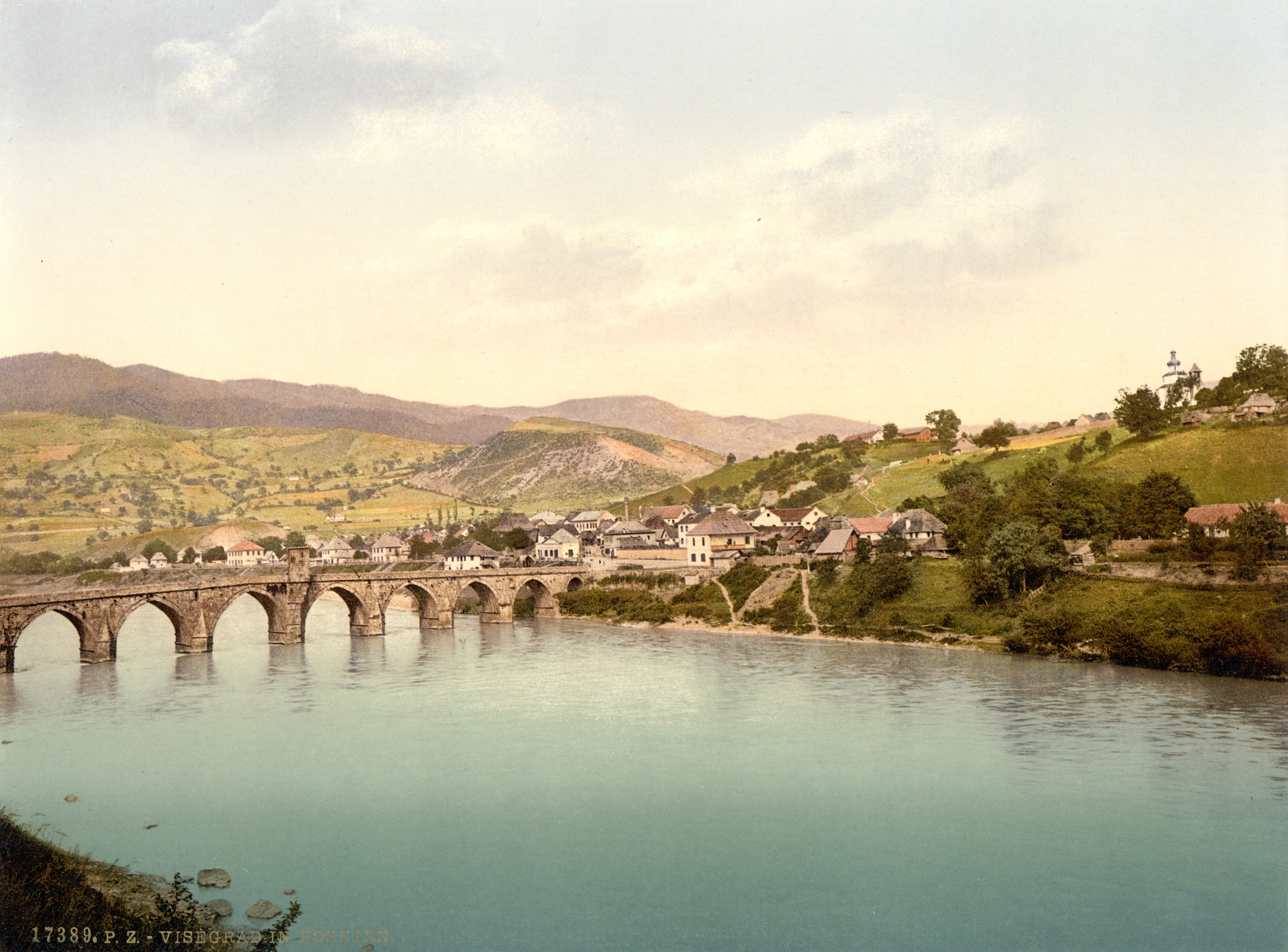
Вишеградский мост на открытке 1900 г.

Центральный образ романа, ставший титульным для всего произведения — мост через реку Дрина в городе Вишеград (нынешняя Босния и Герцеговина). В 1571 году мост был воздвигнут по приказу Махмед-паши Соколовича.
Роман описывает исторический период, охватывающий около четырёх веков — начиная со времени расцвета Османской империи, когда территория города входила в её состав, и до начала XX века, когда в 1914 году произошло Сараевское убийство, ставшее поводом для начала Первой мировой войны.
В романе автор не только описывает реальные события истории региона, не только достоверно отображает быт и традиции своеобразного многонационального сообщества, сложившегося на территории Вишеграда и всего Балканского полуострова, но и вплетает в повествование легенды и предания, сказки и мифы, родившиеся в этой уникальной среде.